# Camarès
 Camarès  (en occitano Lo Pont de Camarés) es una población y comuna francesa, situada en la región de Mediodía-Pirineos, departamento de Aveyron, en el distrito de Millau y cantón de Decazeville.

## Demografía
| 1288 | 1253 | 1212 | 1258 | 1127 | 1008 |
| Para los censos de 1962 a 1999 la población legal corresponde a la población sin duplicidades (Fuente: INSEE [Consultar]) |      |      |      |      |      |